# ويك

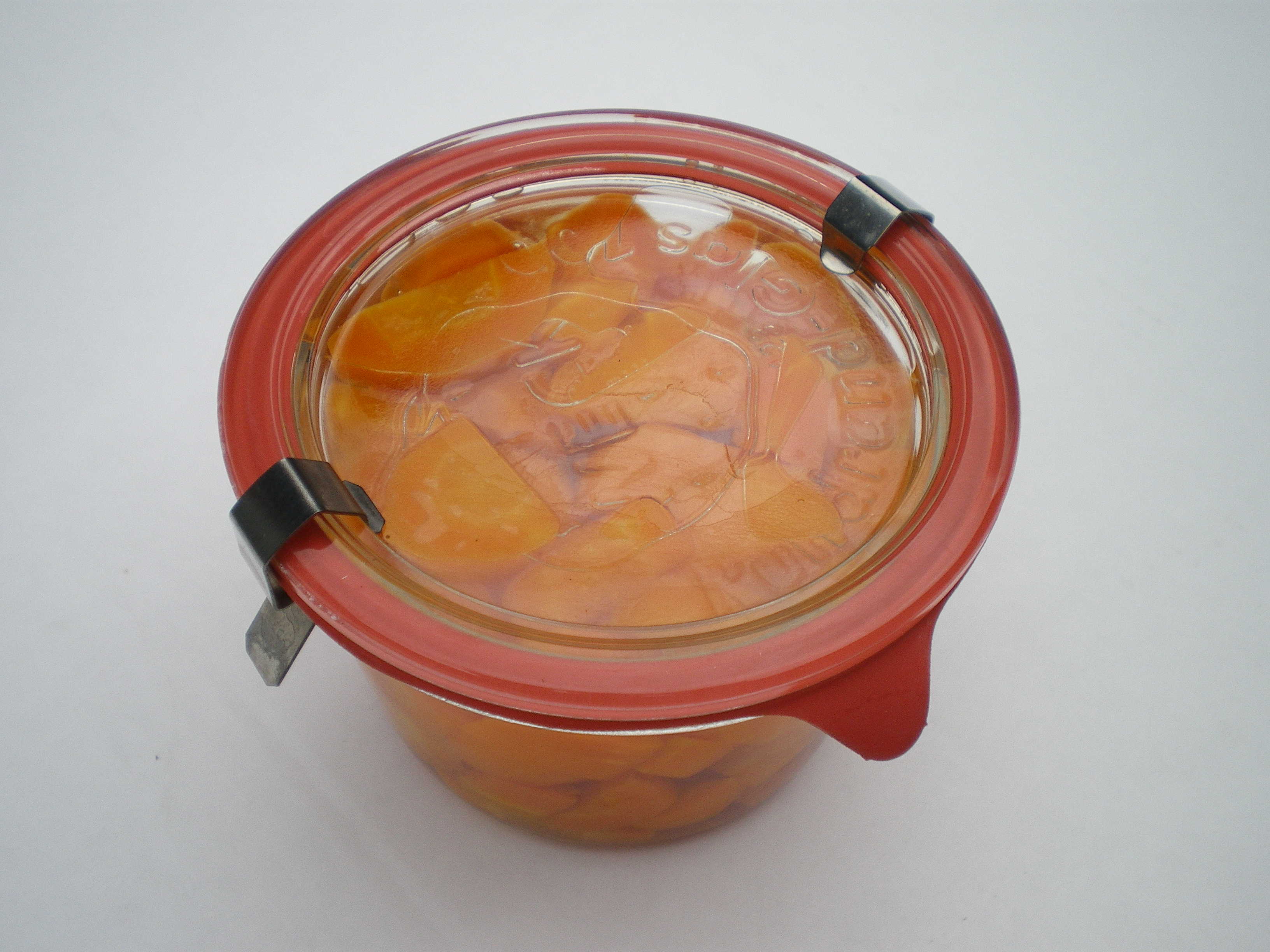
عبوة ويك مع الغطاء المطاطي ومشابك الشد الفولاذية.مظهر اللسان الأحمر النازلة يشير إلى سلامة إغلاق العبوة

عبوة ويك منتج من شركة جي الألمانية، وهو عبارة عبوة صغيرة الحجم تستخدم في التعليب وحفظ الأغذية. وعلى الأكثر تستخدم لحفظ المربى وتستخدم على نطاق واسع بسبب حجمها الصغير وسهولة فتح غطائها المطاطي المحشو بالزجاج.

## التاريخ
صنعت عبوة ويك بواسطة شركة جي. ويك في ألمانيا التي بدأت بصنعها منذ عام 1895. وبدأت الشركة ببيع عبوة ويك في ألمانيا اولاً ثم أخذت ببيعها في الخارج منذ عام 1902.سريعاً أصبحت العبوة الأكثر شعبية في أعمال التعليب المنزلي في ألمانيا وأوروبا.

## العبوة
يُستخدم في صناعة عبوة ويك زجاج العبوات سُمك (200ملم) ,أغطية من المطاط القابل لإعادة التدوير، اغطية زجاجية، خلال عملية التعليب تؤمن الأغطية بمشابك شد فولاذية إذ ما ما فتحت العبوة مرة واحدة يتكون فراغ في العبوة فينتفخ الغطاء إلى اعلى إذا أعُيد غلقها مرة آخرى مما يساعد على كشف حالات الغش .و تزود العبوة بميزة أمان آخرى هي لسان الغطاء المطاطي الخارجي والذي يشير وضعه العمودي إلى سلامة إغلاق العبوة (إذا كان اللسان متجه للأسفل يعني إن العبوة محكمة الإغلاق).
وما تزال منتجات ويك تُنتج وتُباع في ألمانيا والعبوات القديمة منها تباع كُتحف في مزادات الانترنيت ومحلات التحف .